# 奥大介
奥 大介（おく だいすけ、1976年2月7日 - 2014年10月17日）は、兵庫県尼崎市出身の元プロサッカー選手。現役時代のポジションはミッドフィールダー。元日本代表。

## 経歴

### ユース時代
小学校3年よりサッカーを始める。小学生時代は尼崎市内の浦風フットボールクラブで、中学校時代は通学先のサッカー部でプレーした。1991年に神戸弘陵学園高等学校に入学しサッカー部に入部。2年時と3年時の2度全国高等学校サッカー選手権大会に出場し、特に第72回全国高等学校サッカー選手権大会では大会ベスト8を経験し大会優秀選手にも選出された。

### ジュビロ磐田時代
1994年、Jリーグ参入間もないジュビロ磐田に加入。U-19およびU-20日本代表に選出され、アジアユースおよびワールドユースに出場した。ワールドユースでは準々決勝のブラジル戦にて1得点を挙げた。
1996年5月4日、第12節・サンフレッチェ広島戦でリーグ戦初出場。1997年度からレギュラーに定着し、7月5日のファーストステージ第13節・京都パープルサンガ戦にて前半42分にリーグ戦初得点を挙げた。1998年度にはJリーグベストイレブンに初めて選出された。1998年10月28日にキリンチャレンジカップ対エジプト戦でフル代表デビュー。翌1999年9月8日にはイラン代表との試合で初得点を挙げた。
2001年シーズン終了後、横浜F・マリノスにレンタル移籍した。

### 横浜F・マリノス時代
2002年度シーズン終了後、横浜に完全移籍した。横浜ではキャプテンを務め 2003年、2004年シーズンに優勝を果たしJリーグ連覇を経験。2年連続でベストイレブンを受賞した。2006年度シーズン終了後横浜を退団した。

### 横浜FC時代
2007年に入団し、16試合出場1得点の成績を挙げた が、シーズン終了後横浜FC側の慰留にも関わらず現役を引退した。

### 引退後
2008年、横浜FCサッカースクールのテクニカルアドバイザーに就任、同年3月には設立間もないフットサルクラブ、エスポラーダ北海道のテクニカルアドバイザーを兼任する事となった。同年9月には多摩大学目黒高等学校のサッカー部監督に就任し、2012年度まで指導に当たった。2011年10月には横浜FCの強化部長に就任した が、2012年12月に同職を辞任。
2013年4月、自身のブログにて兵庫県尼崎市内のお好み焼き店にて勤務している事を明らかにした。その後、「俺がいると取材が来て迷惑をかける」としてお好み焼き店を退職し、沖縄県宮古島に渡り、2014年8月下旬からリゾートホテルの調理補助のアルバイトをしていた。
2014年10月17日4時半ごろ、沖縄県宮古島市上野宮国の沖縄県道202号宮国線で軽乗用車を運転中、ハンドル操作の誤りで対向車線にはみだし、その後電柱に衝突する交通事故を起こした。全身を強く打ち、心肺停止の状態で病院に搬送されたが、骨盤骨折などにより1時間半後に死亡が確認された。勤務先のホテルに出勤する途中の事故であった。38歳没。所属したジュビロ磐田、横浜F・マリノス、横浜FCからそれぞれ追悼コメントがリリースされた。また、元妻の佐伯日菜子からも追悼コメントが寄せられた。同年10月19日にはマラソン出場が予定されており、将来は飲食店経営を視野に入れ、夢への第一歩を踏み出した矢先であった。
2015年1月18日、ヤマハスタジアムにおいて、三浦知良・名波浩・中澤佑二が発起人となり、奥が所属した3クラブによる追悼試合が行われる。試合形式はJアミーゴス対横浜フレンズで45分ハーフである。
- Jアミーゴス（鈴木政一監督 鈴木秀人 田中誠 山西尊裕 井原正巳 久藤清一 服部年宏 名波浩 平野孝 熊林親吾 三浦文丈 高原直泰 中山雅史 武田修宏 川口信男 都築龍太 下田崇 森岡隆三 中田英寿 山田暢久 中田浩二 西紀寛 小野伸二 松井大輔 平瀬智行 柳沢敦）
- 横浜フレンズ（岡田武史監督 榎本哲也 飯倉大樹 下川健一 中澤佑二 栗原勇蔵 河合竜二 塩川岳人 清水範久 中村俊輔 遠藤彰弘 金子勇樹 中西永輔 安永聡太郎 坂田大輔 早川知伸 和田拓三 中島崇典 鄭容臺 三浦淳寛 山口素弘 小野智吉 藪田光教 内田智也 久保竜彦 三浦知良 田原豊）

2019年12月15日、奥を慕う現役時代に共にプレーした選手達や湘南乃風のHAN-KUNが参加した「奥大介Presents ドリームマッチ in 宮古島 2019」が伊良部カントリーパークにて開催された。
2023年12月17日に行われる中村俊輔の引退試合「SHUNSUKE NAKAMURA FAREWELL MATCH」にて、チーム YOKOHAMA FC FRIENDS のメンバーとして名を連ねた

## プレースタイル
豊富な運動量を武器とする他、ドリブルやチャンスメイク、フリーキックなどのセットプレーの評価が高かった。中山雅史は現役時代の奥について「素走りは得意じゃなくて、後ろの方でチンタラ走ってる選手でしたけども、試合になると終盤でも暑い中でも、自由な発想と抜群なテクニックで相手を切り裂いていくんですよね。それが不思議でならないですし、疲れ切ってるのがズルズルしたソックスに表れてるんですけど、それでも相手を切り裂く鋭いドリブルっていうのは僕の脳裏から離れないです」と述べている。

## 私生活
女優の佐伯日菜子と2002年に結婚。2人の娘（長女は女優の成海花音）を授かったが、2013年に脅迫容疑により逮捕された。その後、佐伯が被害届を取り下げ起訴猶予で釈放となる代わりに同年7月に離婚に応じた。この時には6か月の接近禁止命令も受けていた。2人の娘の親権は佐伯が持つ。

## 個人成績
| 国内大会個人成績 | 国内大会個人成績 | 国内大会個人成績 | 国内大会個人成績 | 国内大会個人成績 | 国内大会個人成績 | 国内大会個人成績 | 国内大会個人成績 | 国内大会個人成績 | 国内大会個人成績 | 国内大会個人成績 | 国内大会個人成績 |
| 年度             | クラブ           | 背番号           | リーグ           | リーグ戦         | リーグ戦         | リーグ杯         | リーグ杯         | オープン杯       | オープン杯       | 期間通算         | 期間通算         |
| 年度             | クラブ           | 背番号           | リーグ           | 出場             | 得点             | 出場             | 得点             | 出場             | 得点             | 出場             | 得点             |
| 日本             | 日本             | 日本             | 日本             | リーグ戦         | リーグ戦         | リーグ杯         | リーグ杯         | 天皇杯           | 天皇杯           | 期間通算         | 期間通算         |
| ---------------- | ---------------- | ---------------- | ---------------- | ---------------- | ---------------- | ---------------- | ---------------- | ---------------- | ---------------- | ---------------- | ---------------- |
| 1994             | 磐田             | -                | J                | 0                | 0                | 0                | 0                | 0                | 0                | 0                | 0                |
| 1995             | 磐田             | -                | J                | 0                | 0                | -                | -                | 0                | 0                | 0                | 0                |
| 1996             | 磐田             | -                | J                | 6                | 0                | 8                | 0                | 0                | 0                | 14               | 0                |
| 1997             | 磐田             | 29               | J                | 26               | 9                | 12               | 3                | 4                | 0                | 42               | 12               |
| 1998             | 磐田             | 29               | J                | 32               | 12               | 6                | 2                | 3                | 0                | 41               | 14               |
| 1999             | 磐田             | 8                | J1               | 28               | 7                | 4                | 0                | 3                | 0                | 35               | 7                |
| 2000             | 磐田             | 8                | J1               | 30               | 4                | 4                | 0                | 3                | 0                | 37               | 4                |
| 2001             | 磐田             | 8                | J1               | 25               | 4                | 6                | 0                | 2                | 0                | 33               | 4                |
| 2002             | 横浜FM           | 37               | J1               | 26               | 7                | 0                | 0                | 2                | 1                | 28               | 8                |
| 2003             | 横浜FM           | 14               | J1               | 26               | 5                | 5                | 1                | 1                | 0                | 32               | 6                |
| 2004             | 横浜FM           | 14               | J1               | 25               | 10               | 4                | 1                | 2                | 1                | 31               | 12               |
| 2005             | 横浜FM           | 14               | J1               | 25               | 1                | 1                | 0                | 2                | 1                | 28               | 2                |
| 2006             | 横浜FM           | 14               | J1               | 15               | 2                | 4                | 0                | 1                | 0                | 20               | 2                |
| 2007             | 横浜FC           | 14               | J1               | 16               | 1                | 2                | 1                | 0                | 0                | 18               | 2                |
| 通算             | 日本             | 日本             | J1               | 280              | 62               | 56               | 8                | 23               | 3                | 341              | 73               |
| 総通算           | 総通算           | 総通算           | 総通算           | 280              | 62               | 56               | 8                | 23               | 3                | 341              | 73               |

その他の公式戦
- 1997年
  - Jリーグチャンピオンシップ 2試合0得点
- 1998年
  - スーパーカップ 1試合0得点
  - Jリーグチャンピオンシップ 2試合0得点
- 1999年
  - Jリーグチャンピオンシップ 2試合0得点
- 2000年
  - スーパーカップ 1試合0得点
- 2001年
  - Jリーグチャンピオンシップ 2試合0得点
- 2004年
  - スーパーカップ 1試合1得点
  - Jリーグチャンピオンシップ 2試合0得点
- 2005年
  - スーパーカップ 1試合0得点

| 国際大会個人成績 | 国際大会個人成績 | 国際大会個人成績 | 国際大会個人成績 | 国際大会個人成績 |
| 年度             | クラブ           | 背番号           | 出場             | 得点             |
| AFC              | AFC              | AFC              | ACL              | ACL              |
| ---------------- | ---------------- | ---------------- | ---------------- | ---------------- |
| 2004             | 横浜FM           | 14               | 4                | 1                |
| 2005             | 横浜FM           | 14               | 5                | 1                |
| 通算             | AFC              | AFC              | 9                | 2                |

その他の国際公式戦
- 2004年
  - A3チャンピオンズカップ 3試合0得点
- 2005年
  - A3チャンピオンズカップ 2試合0得点
- Jリーグ初出場 - 1996年5月4日 J 第12節 対サンフレッチェ広島戦 (ジュビロ磐田スタジアム)[1]
- Jリーグ初得点 - 1997年7月5日 J 第13節 対京都パープルサンガ戦 (西京極陸上競技場)[1]

## 受賞歴

### 個人タイトル
- 1998年 - Jリーグベストイレブン
- 2003年 - Jリーグベストイレブン
- 2004年 - Jリーグベストイレブン

### チームタイトル
- Jリーグ1stステージ
  - 1998年、1999年、2001年 (ジュビロ磐田)
  - 2003年、2004年 (横浜F・マリノス)
- Jリーグ2ndステージ
  - 1997年 (ジュビロ磐田)
  - 2003年 (横浜F・マリノス)
- Jリーグ年間優勝
  - 1997年、1999年 (ジュビロ磐田)
  - 2003年、2004年 (横浜F・マリノス)

- ナビスコカップ
  - 1998年 (ジュビロ磐田)
- ゼロックス・スーパーカップ
  - 2000年 (ジュビロ磐田)
- アジアクラブ選手権
  - 1998年、1999年

## 代表歴

### 出場大会など
- 1994年 アジアユース
- 1995年 ワールドユース
- 1999年 コパ・アメリカ
- 2000年 アジアカップ
- 2000年 カールスバーグカップ
- 2000年 ハッサン2世カップ
- 2003年 FIFAコンフェデレーションズカップ
- 2003年 東アジアサッカー選手権

### 試合数
- 国際Aマッチ 26試合 2得点 (1998-2004)[2]

| 日本代表 | 国際Aマッチ | 国際Aマッチ |
| 年       | 出場        | 得点        |
| -------- | ----------- | ----------- |
| 1998     | 1           | 0           |
| 1999     | 5           | 1           |
| 2000     | 12          | 1           |
| 2001     | 4           | 0           |
| 2002     | 0           | 0           |
| 2003     | 3           | 0           |
| 2004     | 1           | 0           |
| 通算     | 26          | 2           |

### 出場
| No. | 開催日         | 開催都市                   | スタジアム                         | 対戦相手         | 結果 | 監督                 | 大会                       |
| --- | -------------- | -------------------------- | ---------------------------------- | ---------------- | ---- | -------------------- | -------------------------- |
| 1.  | 1998年10月28日 | 大阪府                     | 長居陸上競技場                     | エジプト         | ○1-0 | フィリップ・トルシエ | キリンチャレンジ           |
| 2.  | 1999年06月03日 | 東京都                     | 国立霞ヶ丘競技場陸上競技場         | ベルギー         | △0-0 | フィリップ・トルシエ | キリンカップ               |
| 3.  | 1999年06月06日 | 神奈川県                   | 横浜国際総合競技場                 | ペルー           | △0-0 | フィリップ・トルシエ | キリンカップ               |
| 4.  | 1999年06月29日 | アスンシオン               |                                    | ペルー           | ●2-3 | フィリップ・トルシエ | コパ・アメリカ             |
| 5.  | 1999年07月05日 | ペドロ・ファン・カバジェロ |                                    | ボリビア         | △1-1 | フィリップ・トルシエ | コパ・アメリカ             |
| 6.  | 1999年09月08日 | 神奈川県                   | 横浜国際総合競技場                 | イラン           | △1-1 | フィリップ・トルシエ | キリンチャレンジ           |
| 7.  | 2000年02月05日 | 香港                       |                                    | メキシコ         | ●0-1 | フィリップ・トルシエ | カールスバーグカップ       |
| 8.  | 2000年02月13日 | マカオ                     |                                    | シンガポール     | ○3-0 | フィリップ・トルシエ | アジアカップ予選           |
| 9.  | 2000年02月16日 | マカオ                     |                                    | ブルネイ         | ○9-0 | フィリップ・トルシエ | アジアカップ予選           |
| 10. | 2000年06月06日 | カサブランカ               |                                    | ジャマイカ       | ○4-0 | フィリップ・トルシエ | ハッサン2世杯              |
| 11. | 2000年06月11日 | 宮城県                     | 宮城スタジアム                     | スロバキア       | △1-1 | フィリップ・トルシエ | キリンカップ               |
| 12. | 2000年06月18日 | 神奈川県                   | 横浜国際総合競技場                 | ボリビア         | ○2-0 | フィリップ・トルシエ | キリンカップ               |
| 13. | 2000年08月16日 | 広島県                     | 広島広域公園陸上競技場             | アラブ首長国連邦 | ○3-1 | フィリップ・トルシエ | キリンチャレンジ           |
| 14. | 2000年10月20日 | ベイルート                 |                                    | カタール         | △1-1 | フィリップ・トルシエ | アジアカップ               |
| 15. | 2000年10月24日 | ベイルート                 |                                    | イラク           | ○4-1 | フィリップ・トルシエ | アジアカップ               |
| 16. | 2000年10月26日 | ベイルート                 |                                    | 中華人民共和国   | ○3-2 | フィリップ・トルシエ | アジアカップ               |
| 17. | 2000年10月29日 | ベイルート                 |                                    | サウジアラビア   | ○1-0 | フィリップ・トルシエ | アジアカップ               |
| 18. | 2000年12月20日 | 東京都                     | 国立霞ヶ丘競技場陸上競技場         | 韓国             | △1-1 | フィリップ・トルシエ | キリンビバレッジ           |
| 19. | 2001年04月25日 | コルドバ                   |                                    | スペイン         | ●0-1 | フィリップ・トルシエ | 国際親善試合               |
| 20. | 2001年08月15日 | 静岡県                     | 静岡県小笠山総合運動公園スタジアム | オーストラリア   | ○3-0 | フィリップ・トルシエ | AFC/OFCチャレンジカップ    |
| 21. | 2001年10月04日 | ランス                     |                                    | セネガル         | ●0-2 | フィリップ・トルシエ | 国際親善試合               |
| 22. | 2001年10月07日 | サザンプトン               |                                    | ナイジェリア     | △2-2 | フィリップ・トルシエ | 国際親善試合               |
| 23. | 2003年04月16日 | ソウル                     |                                    | 韓国             | ○1-0 | ジーコ               | 国際親善試合               |
| 24. | 2003年06月22日 | サンテティエンヌ           |                                    | コロンビア       | ●0-1 | ジーコ               | コンフェデレーションカップ |
| 25. | 2003年12月07日 | 埼玉県                     | 埼玉スタジアム2002                 | 香港             | ○1-0 | ジーコ               | 東アジア選手権             |
| 26. | 2004年02月07日 | 茨城県                     | 茨城県立カシマサッカースタジアム   | マレーシア       | ○4-0 | ジーコ               | キリンチャレンジカップ     |

### 得点
| # | 開催日         | 開催地   | 会場                   | 相手             | 結果 | 大会             |
| - | -------------- | -------- | ---------------------- | ---------------- | ---- | ---------------- |
| 1 | 1999年09月08日 | 神奈川県 | 横浜国際総合競技場     | イラン           | △1-1 | キリンチャレンジ |
| 2 | 2000年08月16日 | 広島県   | 広島広域公園陸上競技場 | アラブ首長国連邦 | ○3-1 | キリンチャレンジ |